# Újvári Erzsi
Újvári Erzsébet (eredeti neve: Kassák Erzsébet) (Érsekújvár, 1899. július 14. – Moszkva, 1940. augusztus 11.) költő, újságíró. Barta Sándor (1897–1938) író felesége, Kassák Lajos (1887–1967) író húga.

## Életpályája
Szülei Kassák István és Istenes Erzsébet voltak. A Tett (1915-1916) és a Ma hasábjain jelentek meg első ízben versei és jelenetei, expresszionista stílusban alkotott. 1919-ben Bécsbe emigrált. 1922-től az Akasztott Ember és az Ék, majd az Egység munkatársa volt. 1925-ben családjával együtt Moszkvában telepedett le, ettől kezdve irodalommal már nem foglalkozott.

## Művei (válogatás)
- Prózák (versek, 1921);
- Versek (versek, 1922);
- Csikorognak a kövek (versek, 1986).